# Arnold Kettle
Arnold Charles Kettle (ur. 17 marca 1916 w Londynie, zm. 1986) – angielski literaturoznawca marksistowski.

## Życiorys
Był studentem Pembroke College (Cambridge). Od 1941 wykładał na Uniwersytecie w Leeds literaturę angielską. W latach 1951–1953 opublikował dwutomowe dzieło zatytułowane An Introduction to the English Novel zawierające kilkanaście marksistowskich interpretacji najwybitniejszych powieści pisarzy angielskich, począwszy od XVIII wieku. Pisał również na temat twórczości Jamesa Joyce'a, Karola Marksa (1963), Karola Dickensa, Williama Blake'a oraz o stosunku inteligencji do komunizmu (1964).